# Bahnstrecke Rosheim–Saint-Nabor
| Übersichtsplan der Eisenbahnbau- u. Betriebs-Gesellschaft Vering & Waechter von 1902 |                      |                                                |                                                |
| Streckenlänge: | 11,7 km              |                                                |                                                |
| Spurweite: | 1435 mm (Normalspur) |                                                |                                                |
| |                      |                                                |                                                |
| \| \| \| von Molsheim \| \| \| \| 0,2 \| Abzweig von der Bahnstrecke Sélestat–Saverne \| Abzweig von der Bahnstrecke Sélestat–Saverne \| \| \| 0,3 \| Grenze zur SNCF \| Grenze zur SNCF \| \| \| 0,5 \| Rosheim-Gare / Rosheim Bahnhof \| Rosheim-Gare / Rosheim Bahnhof \| \| \| \| nach Bischoffsheim \| \| \| \| \| (Rue de Molsheim) \| \| \| \| 2,3 \| Rosheim-Ville / Rosheim Stadt \| Rosheim-Ville / Rosheim Stadt \| \| \| \| D604 (Route de Grendelbruch) \| \| \| \| \| D35 (Route de Rosheim) \| \| \| \| \| Muehlbach \| \| \| \| \| RD322 (Route d’Obernai) \| \| \| \| 5,7 \| Bœrsch / Börsch \| Bœrsch / Börsch \| \| \| 5,8 \| Anschluss Sägewerk \| Anschluss Sägewerk \| \| \| \| von Obernai / Oberehnheim \| \| \| \| 7,6 \| Saint-Léonard / St. Leonhard \| Saint-Léonard / St. Leonhard \| \| \| \| L’Ehn \| \| \| \| \| Überland-Straßenbahn von Straßburg (1930–1955) \| \| \| \| 8,9 \| Ottrott \| Ottrott \| \| \| \| D426 (Rue de la Gare) \| \| \| \| \| D35 (Route de Barr) \| \| \| \| \| D103 (Route de Saint-Nabor) \| \| \| \| \| Anschluss Steinbruch \| \| \| \| 11,7 \| Saint-Nabor / St. Nabor \| Saint-Nabor / St. Nabor \| |                      |                                                |                                                |
| Strecke |                      | von Molsheim                                   | von Molsheim                                   |
| | 0,2                  | Abzweig von der Bahnstrecke Sélestat–Saverne   | Abzweig von der Bahnstrecke Sélestat–Saverne   |
| Kilometer-Wechsel | 0,3                  | Grenze zur SNCF                                | Grenze zur SNCF                                |
| Bahnhof | 0,5                  | Rosheim-Gare / Rosheim Bahnhof                 | Rosheim-Gare / Rosheim Bahnhof                 |
| |                      | nach Bischoffsheim                             |                                                |
| Bahnübergang (Strecke außer Betrieb) |                      | (Rue de Molsheim)                              | (Rue de Molsheim)                              |
| Bahnhof (Strecke außer Betrieb) | 2,3                  | Rosheim-Ville / Rosheim Stadt                  | Rosheim-Ville / Rosheim Stadt                  |
| Bahnübergang (Strecke außer Betrieb) |                      | D604 (Route de Grendelbruch)                   | D604 (Route de Grendelbruch)                   |
| Strecke mit Straßenbrücke (Strecke außer Betrieb) |                      | D35 (Route de Rosheim)                         | D35 (Route de Rosheim)                         |
| Brücke über Wasserlauf (Strecke außer Betrieb) |                      | Muehlbach                                      | Muehlbach                                      |
| Bahnübergang (Strecke außer Betrieb) |                      | RD322 (Route d’Obernai)                        | RD322 (Route d’Obernai)                        |
| Bahnhof (Strecke außer Betrieb) | 5,7                  | Bœrsch / Börsch                                | Bœrsch / Börsch                                |
| Abzweig geradeaus und von rechts (Strecke außer Betrieb) | 5,8                  | Anschluss Sägewerk                             | Anschluss Sägewerk                             |
| Strecke · U-Bahn-Strecke von links |                      | von Obernai / Oberehnheim                      | von Obernai / Oberehnheim                      |
| Haltepunkt / Haltestelle · U-Bahn-Haltepunkt / Haltestelle | 7,6                  | Saint-Léonard / St. Leonhard                   | Saint-Léonard / St. Leonhard                   |
| Brücke über Wasserlauf |                      | L’Ehn                                          | L’Ehn                                          |
| U-Bahn-Strecke von links · Kreuzung · U-Bahn-Strecke nach rechts |                      | Überland-Straßenbahn von Straßburg (1930–1955) | Überland-Straßenbahn von Straßburg (1930–1955) |
| U-Bahn-Kopfbahnhof Streckenende · Bahnhof | 8,9                  | Ottrott                                        | Ottrott                                        |
| Bahnübergang (Strecke außer Betrieb) |                      | D426 (Rue de la Gare)                          | D426 (Rue de la Gare)                          |
| Bahnübergang (Strecke außer Betrieb) |                      | D35 (Route de Barr)                            | D35 (Route de Barr)                            |
| Bahnübergang (Strecke außer Betrieb) |                      | D103 (Route de Saint-Nabor)                    | D103 (Route de Saint-Nabor)                    |
| Abzweig geradeaus und von links (Strecke außer Betrieb) |                      | Anschluss Steinbruch                           | Anschluss Steinbruch                           |
| Kopfbahnhof Streckenende (Strecke außer Betrieb) | 11,7                 | Saint-Nabor / St. Nabor                        | Saint-Nabor / St. Nabor                        |

Die normalspurige Bahnstrecke Rosheim–Saint-Nabor war die letzte Privatbahn im Elsass. Die stillgelegte Strecke steht im Eigentum des Département Bas-Rhin. 
Der 1902 eröffnete 11 km lange Schienenweg verband die Steinbrüche bei Saint-Nabor und Ottrott mit Rosheim, wo Anschluss an die Bahnstrecke Sélestat–Saverne bestand. Betriebsmittelpunkt war Ottrott, wo sich u. a. ein dreiständiger Lokschuppen mit kleiner Werkstatt und angebauter Wagenhalle und eine Drehscheibe befand. Zeitweise war dieser Bahnhof zugleich Ausgangspunkt einer schmalspurigen Nebenbahn Ottrott – Obernai – Erstein bzw. einer elektrischen Überland-Straßenbahn nach Straßburg. 
Nach Einstellung des regulären Personenzugverkehrs im Jahre 1954 verkehrte auf der Strecke zwischen 1969 und 1988 eine touristisch orientierte Museumsbahn. Mit Konkurs der Steinbruchgesellschaft endete der verbliebene Güterzugverkehr im Jahre 2002. Die dereinst für die Bahn errichteten Bahnhofsgebäude wurden abgerissen, während der ehemalige Lokschuppen von Ottrott zu Wohnzwecken umgebaut worden ist. Die Gleise sind im Jahre 2018 abgebaut worden, um auf der stillgelegten Bahntrasse einen Fahrradweg anzulegen.

## Bau und Betriebsaufnahme durchVering & Waechter

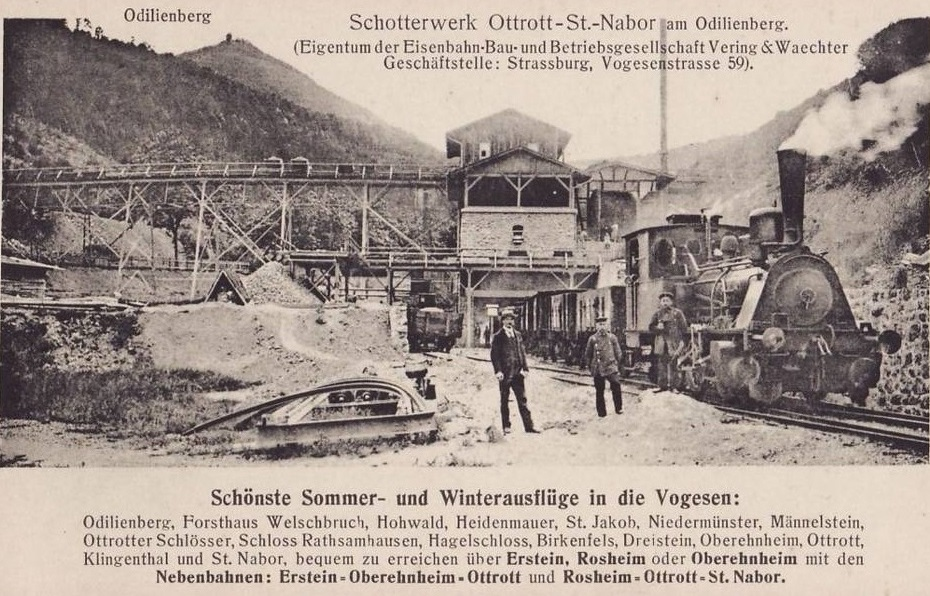
Schotterwerk St. Nabor am Odilienberg (Eigentum der Eisenbahn-Bau- und Betriebs-Gesellschaft Vering & Waechter) mit einer T3-Lokomotive der Nebenbahn Rosheim–Börsch–Ottrott–St. Nabor

Die Berliner Eisenbahnbaufirma Vering & Waechter, die 1901 die Konzession zum Bau und Betrieb der Nebenbahn Rosheim – Ottrott – St. Nabor im damals deutschen Reichsland Elsaß-Lothringen erhalten hatte, waren auch die Abbaurechte an dem Steinbruch übertragen worden. Das Porphyrgestein sollte fortan im angegliederten Schotterwerk verarbeitet und der Abtransport über die neue Bahn eine gute Eigenwirtschaftlichkeit sicherstellen. 

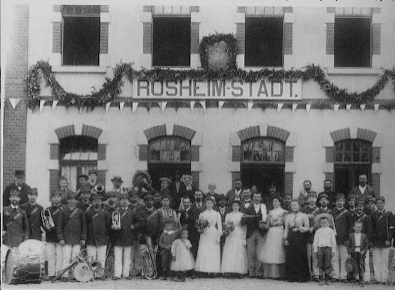
Zur Betriebseröffnung im Jahre 1902 ist das Empfangsgebäude des Bahnhofs Rosheim-Stadt festlich geschmückt.

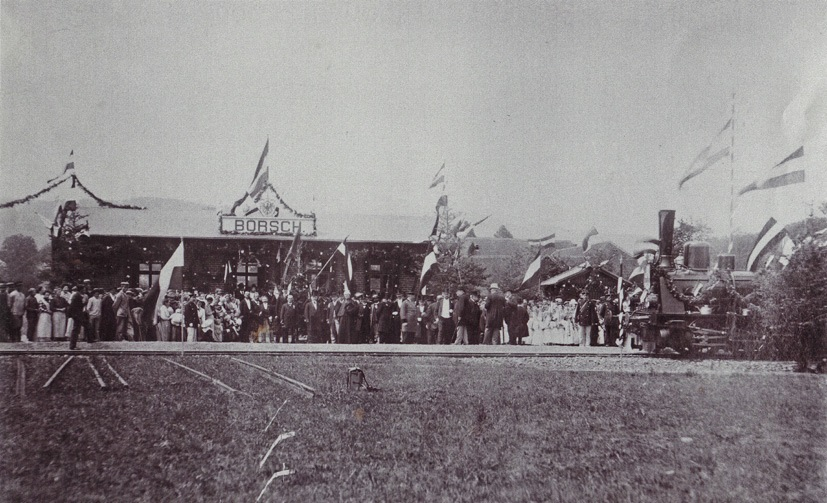
In Börsch wird 1902 der erste Zug mit Flaggen und Fahnen des deutschen Kaiserreiches begrüßt.

Mit Aufnahme des Güterverkehrs am 20. Juli 1902 erhielten auch die Kalköfen in Ottrott sowie das Sägewerk und die Getreidemühle in Börsch Anschluss an das Eisenbahnnetz. 
Am 1. Oktober 1902 begann der Personenzugverkehr und die Bahnpostbeförderung, welches eine Voraussetzung für die finanzielle Beteiligung der Gebietskörperschaften am Bau der Strecke gewesen ist. An Sonn- und Feiertagen gewann schon bald auch der Ausflugsverkehr zum Odilienberg und in die für ihre zahlreichen mittelalterlichen Burgen bekannte Umgebung eine gewisse Bedeutung. 
Wie bei anderen von Vering & Waechter errichteten Bahnen waren auch für die Nebenbahn Rosheim – St. Nabor bei Borsig drei baugleiche von der preußischen T 3 abgeleitete Nassdampf-Tenderlokomotiven beschafft worden. Auch bei den traufenständigen Bahnhofsgebäuden hatte Vering & Waechter auf einen Einheitsentwurf zurückgegriffen. Im Gegensatz zu den zeitgleich bei der Neukölln-Mittenwalder Eisenbahn, Vorwohle-Emmerthaler Eisenbahn, Teutoburger Wald-Eisenbahn und Gera-Meuselwitz-Wuitzer Eisenbahn realisierten Hochbauten an den Bahnhöfen Rosheim-Stadt und Ottrott kam anstelle eines Sichtmauerwerks eine an regionale Baustile angelehnte Putzfassade zur Anwendung. 
Zum Abtransport von Steinbruchmaterial aus St. Nabor für die Tiefbauarbeiten zur Regulierung des Rheins im Süden von Straßburg errichtet Vering & Waechter eine Schmalspurbahn vom Bahnhof Ottrott über Oberehnheim (Obernai) nach Erstein. Die am 21. November 1907 eingeweihte Meterspurstrecke war bis zur Haltestelle St. Leonhard südlich von Börsch parallel zur Bahnstrecke Rosheim–Saint-Nabor trassiert. 
Im selben Jahr überträgt Vering & Waechter die Betriebsführung an die für diese Zwecke als Tochterunternehmen gegründete Deutsche Eisenbahn-Betriebsgesellschaft (DEBG). Zu Beginn des Ersten Weltkriegs müssen die Gleise der Schmalspurbahn nach Erstein auf militärische Anordnung noch im Jahre 1914 demontiert werden.

## Betrieb durch dieStraßburger Verkehrsgesellschaft

Nebenbahn Rosheim – Bœrsch – Ottrott – Saint-Nabor und Straßenbahn Ottrott – Obernai – Lingolsheim – Strasbourg im Streckennetz der CTS

Nach Rückgliederung von Elsass-Lothringen an Frankreich werden Steinbruch und Bahn 1919 unter französische Zwangsverwaltung gestellt und 1922 an das Département Bas-Rhin verkauft, welches zum 1. November 1923 die Straßburger Verkehrsgesellschaft Compagnie des transports strasbourgeois (CTS) mit dem Betrieb beauftragt. 
Am 16. Januar 1930 eröffnet die CTS eine elektrische Überlandstraßenbahn, die von Ottrott über Obernai bis Meistratzheim auf der ehemaligen Schmalspurbahntrasse und dann in direkter Linienführung über Lingolsheim nach Strasbourg verkehrt. In der nördlichen Bahnhofseinfahrt von Ottrott kreuzten die meterspurigen Straßenbahngleise niveaugleich die Nebenbahnstrecke Rosheim–Saint-Nabor und führten bis zur Endhaltestelle auf dem Bahnhofsvorplatz. In den Sommermonaten bestand dort Anschluss an eine Touristenbuslinie zum Mont Sainte-Odile. 
Eine geplante Abzweigung der Bahnstrecke von Ottrott nach Klingenthal zur Klingenfabrik Manufacture Royale d’Alsace scheitert 1930 an der Weltwirtschaftskrise. 1938 beschafft die CTS zum Ersatz der dampfgeführten Reisezüge einen Dieseltriebwagen.
Während der deutschen Besatzung im Zweiten Weltkrieg fallen die Eigentumsrechte an Vering & Waechter zurück. Während des Berliner Unternehmen die Nutzung des Steinbruchs bis 1944 wieder selbst übernimmt, belässt es die Betriebsführung an der Bahn bei der CTS.
Der Personenzugverkehr zwischen Saint-Nabor und Ottrott endet am 3. Oktober 1947. Zum 1. April 1954 stellen die CTS auch den restlichen Personenverkehr von Ottrott nach Rosheim auf Omnibusbetrieb um und geben die Konzession für den Eisenbahnbetrieb an den Betreiber des Steinbruchs ab. Die Strecke verbleibt weiterhin im Eigentum des Départements.
Trotz Demonstrationen gegen die Stilllegung beenden die CTS am 31. März 1955 dann auch den Straßenbahnbetrieb nach Ottrott und demontieren umgehend die Meterspurgleise und elektrischen Oberleitungen.

## Museumsbahnle petit train folklorique Rosheim-Ottrott
Zusammen mit dem bereits 1938 von der CTS abgestellten Bahnpostwagen (Baujahr 1902) kann die Steinbruchgesellschaft 1956 die letzte aus der Anfangszeit von Vering & Waechter für die Nebenbahn Rosheim-St. Nabor beschaffte T3-Dampflok Nr. 3 (Borsig Nr. 5964, Baujahr 1906) von einem Schrotthändler aus Rosheim erwerben und lässt die Maschine wieder instand setzen. 
Die Fremdenverkehrsvereine der Region gründen mit der Steinbruchgesellschaft und den Gemeinden einen Museumsbahnverein und nehmen 1969 den Museumsbahnbetrieb auf. Der um  drei von SNCF erworbene 2-achsige Umbauwagen (Typ Sud-Ouest bzw. Ouest) ergänzte petit train folklorique Rosheim-Ottrott verkehrt fortan jährlich an 10 Betriebstagen und befördert pro Saison zwischen 3.500 und 4.000 Passagiere. Als die Steinbruchgesellschaft in wirtschaftliche Schwierigkeiten gerät, steigt diese aus dem Museumsbahnverein aus, der Fahrbetrieb wird zum Ende der Saison 1988 eingestellt.  
Mit Konkurs der Steinbruchgesellschaft 2002 fallen die T3 und der Postwagen an das Département Bas-Rhin, das noch an der Steinbruchgesellschaft beteiligt gewesen ist, zurück. Die beiden Fahrzeuge werden an die CTS als vormaligen Eigentümer übereignet und Anfang März 2007 nach Strasbourg in das Straßenbahndepot Kibitzenau überstellt. Die T3 steht seit 1985 unter Denkmalschutz, der Postwagen folgt 2010. Die Fahrzeuge befinden sich seit Februar 2017 als Leihgabe bei der Museumsbahn Saujon–La Tremblade und sollen wir für den Einsatz im Train des mouettes restauriert werden.